# Cartellino (sport)
Il cartellino nell'attività sportiva è il nome convenzionale dato al documento comprovante la registrazione e il tesseramento di un atleta presso una società sportiva. Esso ha valore vincolante ed esclusivo per le attività agonistiche, ha durata pari almeno a quella di una stagione sportiva e si intende tacitamente rinnovato senza scadenza. Il cartellino viene considerato di proprietà della società sportiva con vincolo solo nei confronti della società presso cui l'atleta ha effettuato l'addestramento e la formazione tecnica; questa prima società ha il diritto di stipulare con lo stesso il primo contratto professionistico. Per i successivi contratti, dato che non è più presente il vincolo sportivo, il contratto può essere rescisso unilateralmente anche dall'atleta e i termini dell'accordo e la sua durata possono essere modificati attraverso una contrattazione della società con i legali rappresentanti dell'atleta (l'atleta stesso o un procuratore sportivo se maggiorenne), di norma i genitori e un giudice tutelare se minorenne, con la mediazione di un procuratore sportivo solo nei casi di maggiore interesse sportivo ed economico. Anche la durata e proprietà del contratto di vincolo sportivo sono spesso soggetto di dibattito in ambito legale e legislativo, in quanto la sua proprietà ne determina anche un eventuale valore monetario che può essere oggetto di speculazione economica o perfino di azioni ricattatorie.
Il cartellino deve il suo nome alle sue caratteristiche fisiche, di solito in formato tessera plastificato nella sua versione portabile (deve esistere anche un corrispondente documento esteso in forma di contratto cartaceo presso gli archivi della società sportiva e in copia all'atleta), recante il nome, la foto riconoscibile, le altre generalità, il club di appartenenza e la federazione ufficiale di riferimento. Deve inoltre essere esibito e reso disponibile nei casi di competizioni riconosciute dalle federazioni ufficiali per provare l'effettiva appartenenza dell'atleta alla società per cui concorre. Spesso si sono verificate manomissioni dei cartellini con falsificazioni delle date di nascita (soprattutto nelle categorie giovanili) o della nazionalità di appartenenza; questi atti sono considerati frodi sportive e puniti di norma con severità.